# Marchena (geslacht)
Marchena is een geslacht van spinnen uit de familie springspinnen (Salticidae).

## Soorten
De volgende soorten zijn bij het geslacht ingedeeld:
- Marchena minuta (Peckham & Peckham, 1888)